# Электродиализ
Электродиализ — процесс изменения концентрации электролита в растворе под действием электрического тока. Электродиализ применяют для опреснения воды, выделения солей из растворов.

## Механизм процесса
Раствор для разделения помещают в сосуд, разделенный перегородками из полупроницаемых мембран. Мембраны свободно пропускают раствор и задерживают ионы электролита. Используются два вида мембран: одни задерживают катионы, другие — анионы. Эти мембраны расположены поочерёдно и разделяют общий объём на множество полостей. Через ванну с раствором пропускают постоянный электрический ток, который приводит ионы растворенных солей в движение. Противоположно заряженные ионы движутся в противоположные стороны, но из-за того, что ванна заполнена препятствующими движению ионов мембранами, ионы задерживаются на ближайшей мембране, соответствующей их заряду, и остаются в полости между двумя мембранами.
Результатом такого «просеивания» ионов является изменение концентрации раствора между соседними парами мембран — между одной парой происходит её повышение, между соседними к этой паре — понижение.
Установки для диализа, электродиализаторы, обычно представляют собой аппараты непрерывного действия, с постоянной подачей исходного раствора и сливом разделенных концентрата и дилуата.

## Применение
Электродиализ применяется в установках по опреснению воды.